# Венден (Зауэрланд)
Венден (нем. Wenden) — община в Германии, в земле Северный Рейн-Вестфалия.
Подчиняется административному округу Арнсберг. Входит в состав района Ольпе. Население составляет 19 905 человек (на 31 декабря 2010 года).. Занимает площадь 72,55 км².
Коммуна подразделяется на 30 сельских округов.
| Год  | Население |
| ---- | --------- |
| 1995 | 18 117    |
| 2000 | 19 618    |
| 2005 | 19 909    |
| 2010 | 19 952    |